# Ivan Vasilev Ivanov
Ivan Ivanov (in bulgaro Иван Иванов?; Pernik, 31 marzo 1942 – Varna, 28 maggio 2006) è stato un calciatore bulgaro, di ruolo portiere.